# 永长寺
永长寺，位于越南南部湄公河三角洲的美湫市美丰社，是当地知名寺院、旅游胜地。寺院为越南和西洋混合风格，建在一处面积2公顷的石座上，四周种植果树。现为前江省佛教协会驻地。
1984年，由越南文体旅部认定为国家级遗迹。

## 历史
永长寺始建于19世纪中叶，由知县裴公达夫妇主持修建，宝林寺（Chùa Bửu Lâm）的释慈临（Thích Từ Lâm）和尚担任首任住持。裴公达逝世后，由住持释慧登（Thích Huệ Đăng）和尚继续主持工程，最终在1850年完工。
1859年至1862年，法军入侵湄公河三角洲，占领交趾支那三省，永长寺遭战火摧残，由时任住持释善谛（Thích Thiện Đề）主持重建，但工程因释善谛圆寂而中止，永长寺一度陷入荒废。
直至1890年，敕赐灵鹫寺（Chùa Sắc Tứ Linh Thứu）的释茶正（Thích Trà Chánh）和尚出任永长寺住持，主持修缮，于1895年动工。1904年，永长寺遭风暴袭击，又在1907年动工重修。释明檀（Thích Minh Đàn）和尚担任住持期间，又翻新三门、大殿和奉祖堂。

## 建筑
如今三门出自顺化皇城工匠之手，建于1933年。大门为钢材质，两个小门为混凝土材质。三门为两层，第二层左右分别是已故住持释正厚（Thích Chánh Hậu）和尚和释明檀和尚的塑像。
大殿内供奉如来佛祖和阿弥陀佛，及十八罗汉、诸位菩萨；亦供奉有释正厚和释明檀像，以及越南民间信仰的玉皇等身像。三尊年代最古老的塑像分别是阿弥陀佛、圣观音和大勢至菩薩铜像；圣观音像已经失踪，如今寺内供奉的是一尊木像。十八罗汉像为木雕，1907年完成，每尊大概80厘米高，58厘米宽。
寺内的园林主要以盆栽装饰，有园丁定期修整，还建有释正厚和尚的舍利塔。

## 图集

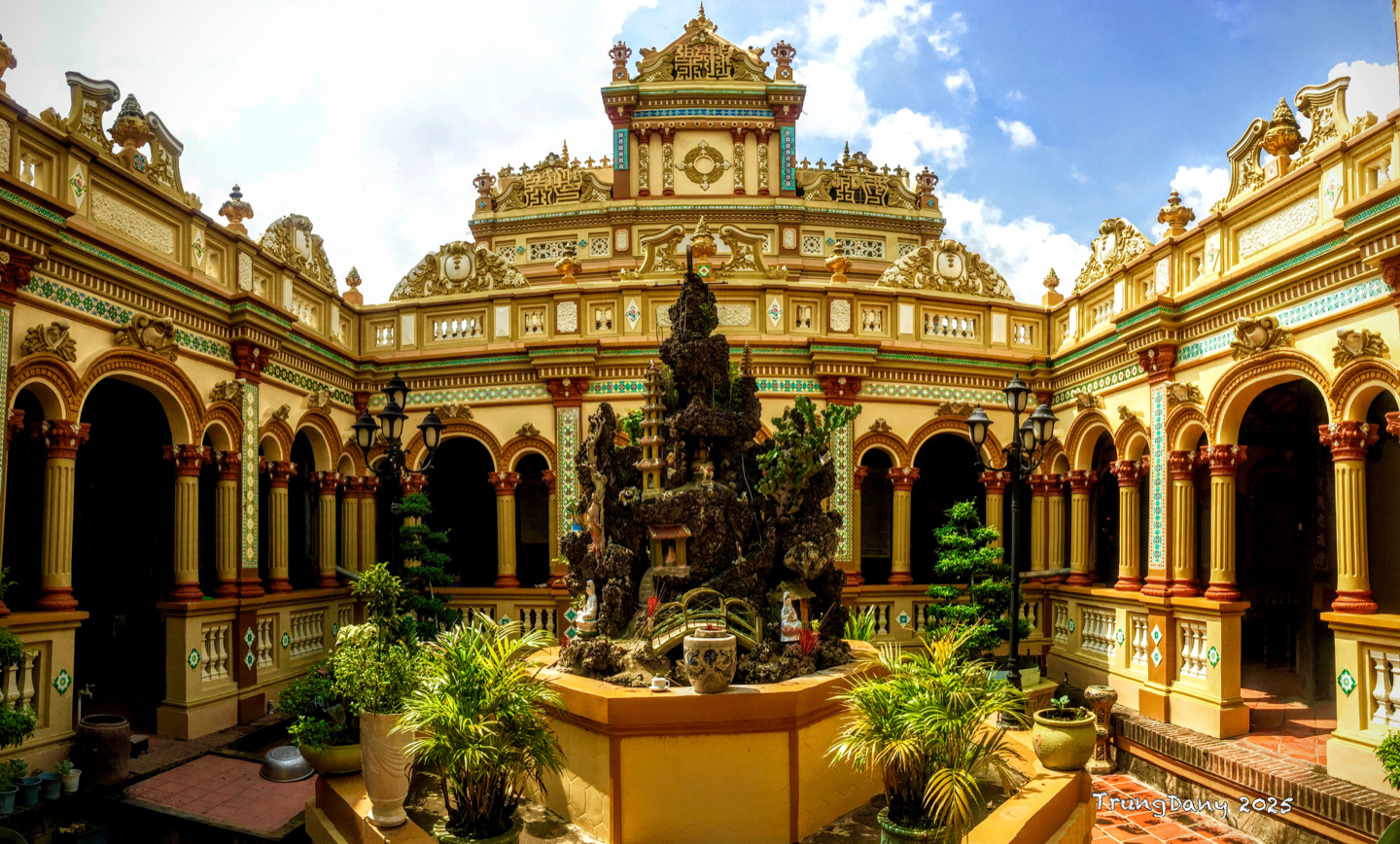
殿内庭院
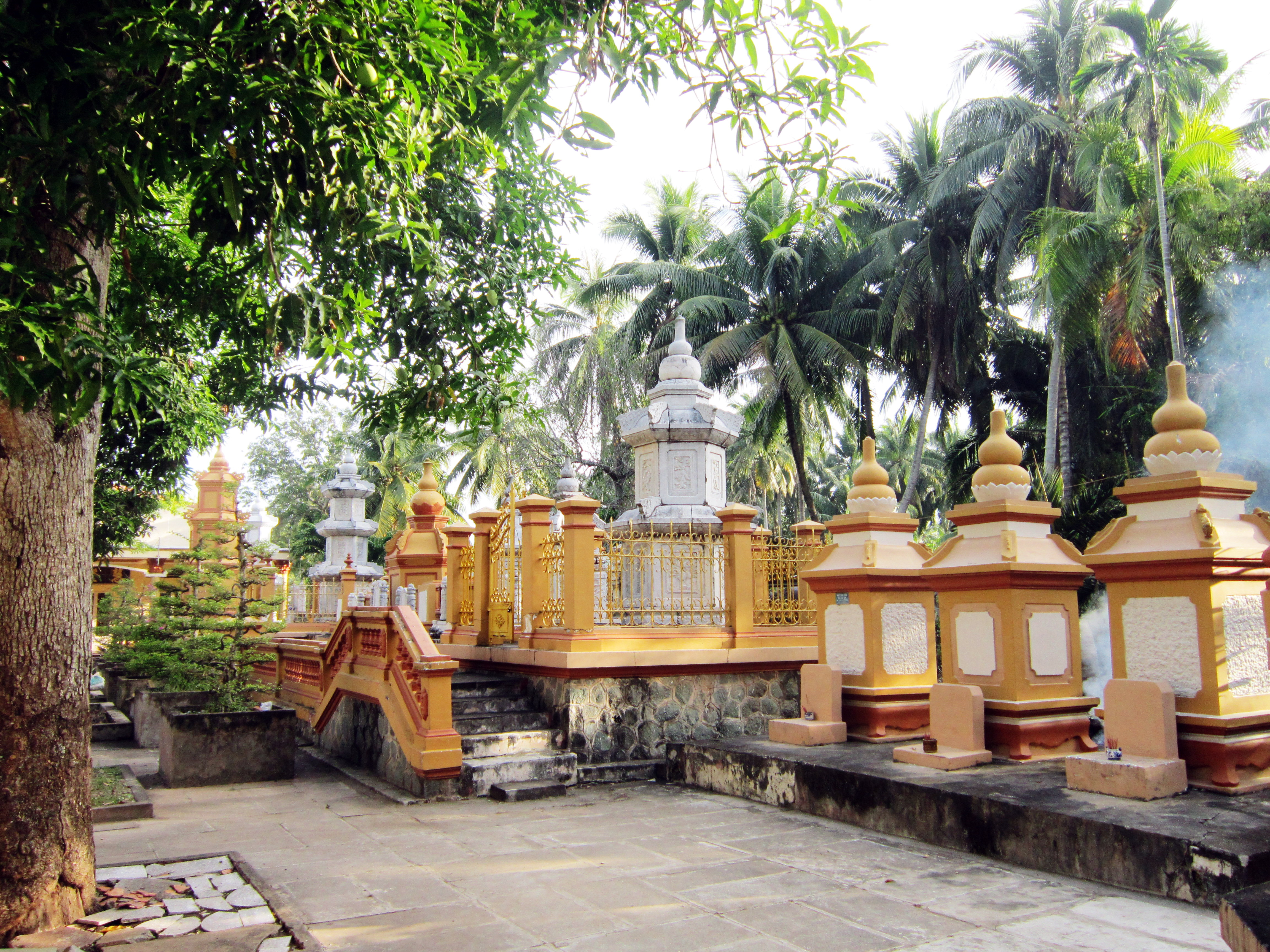
园林内的舍利塔
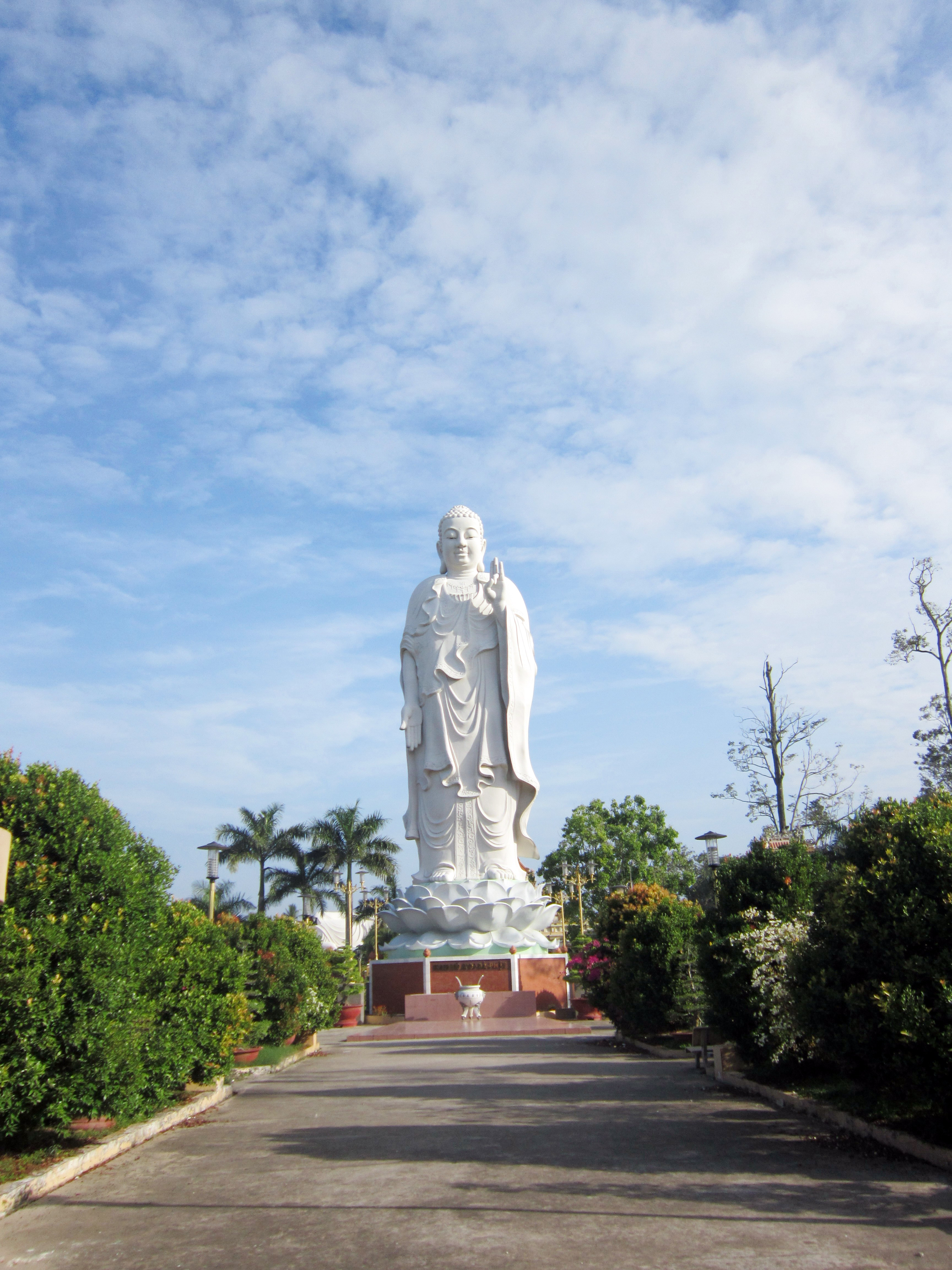
阿弥陀佛像
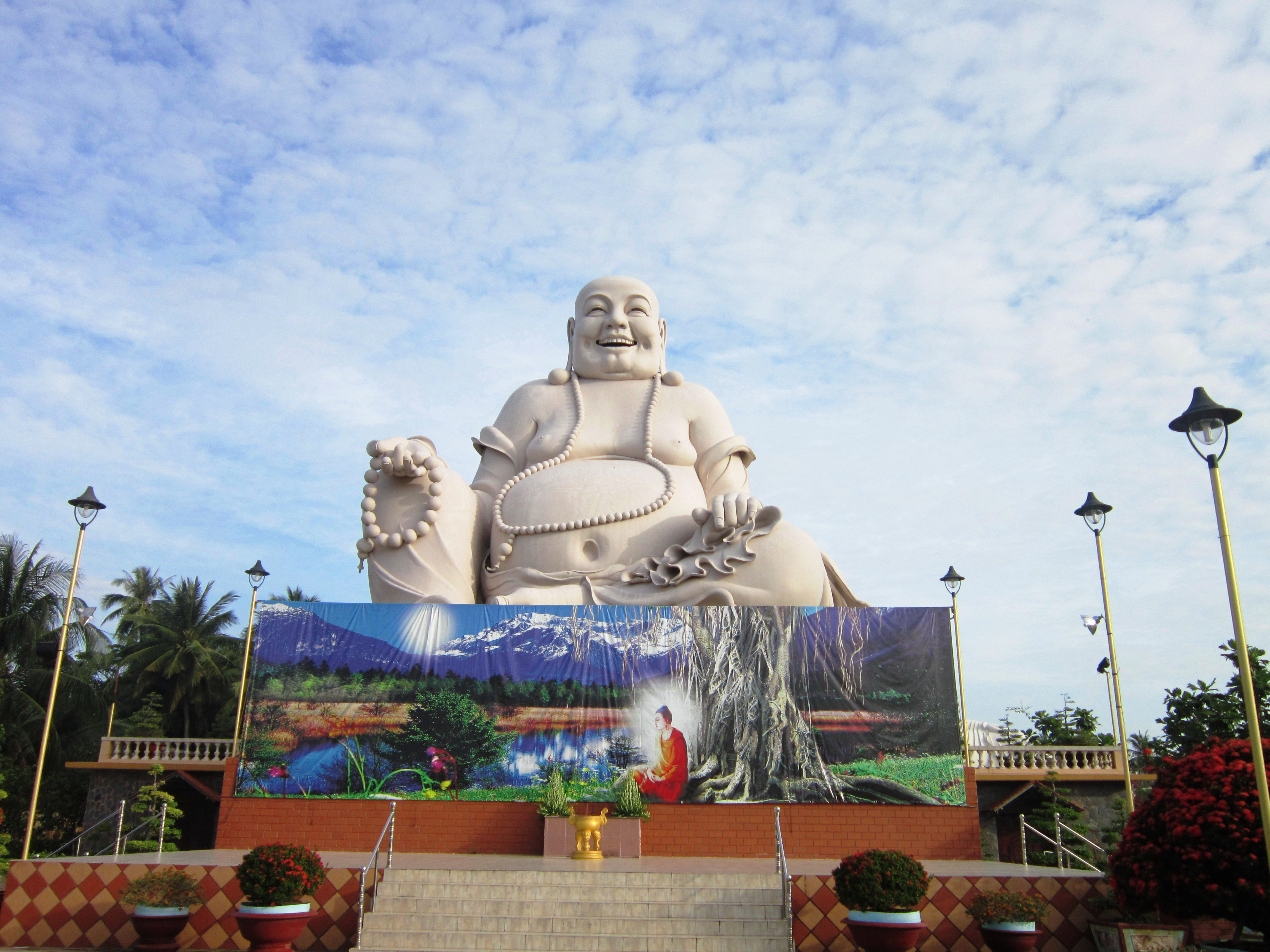
布袋和尚像
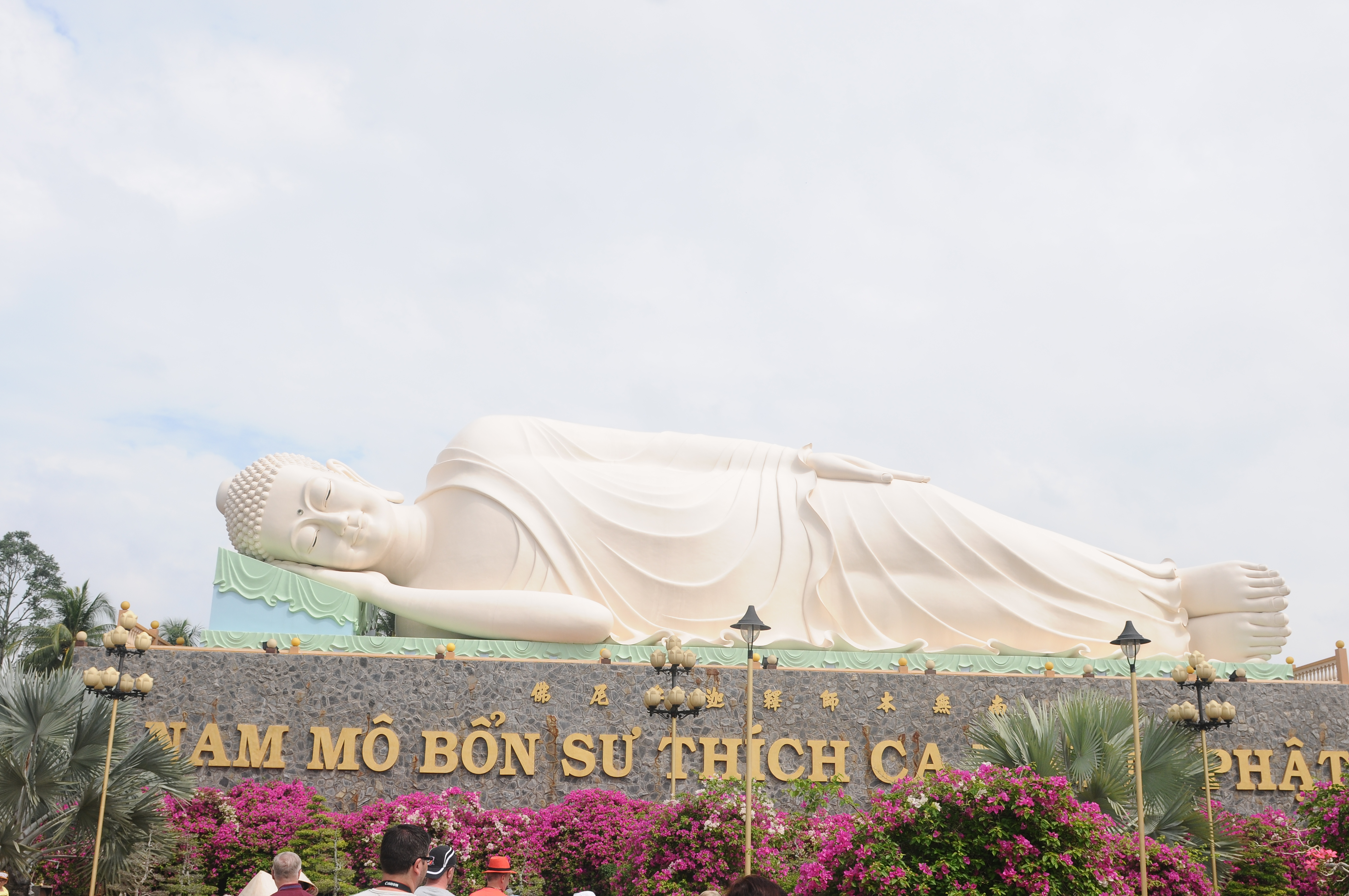
卧佛像
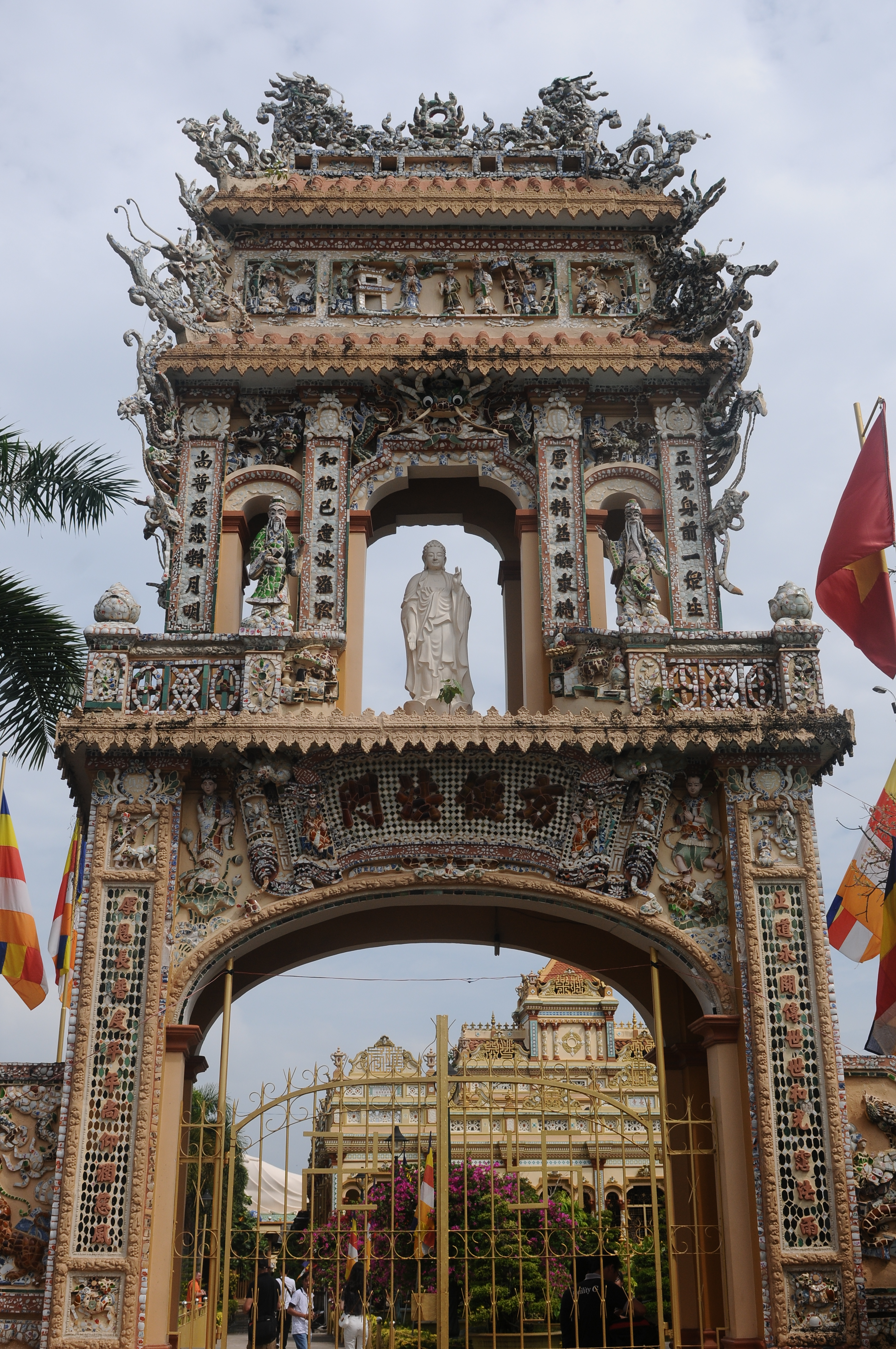
寺门
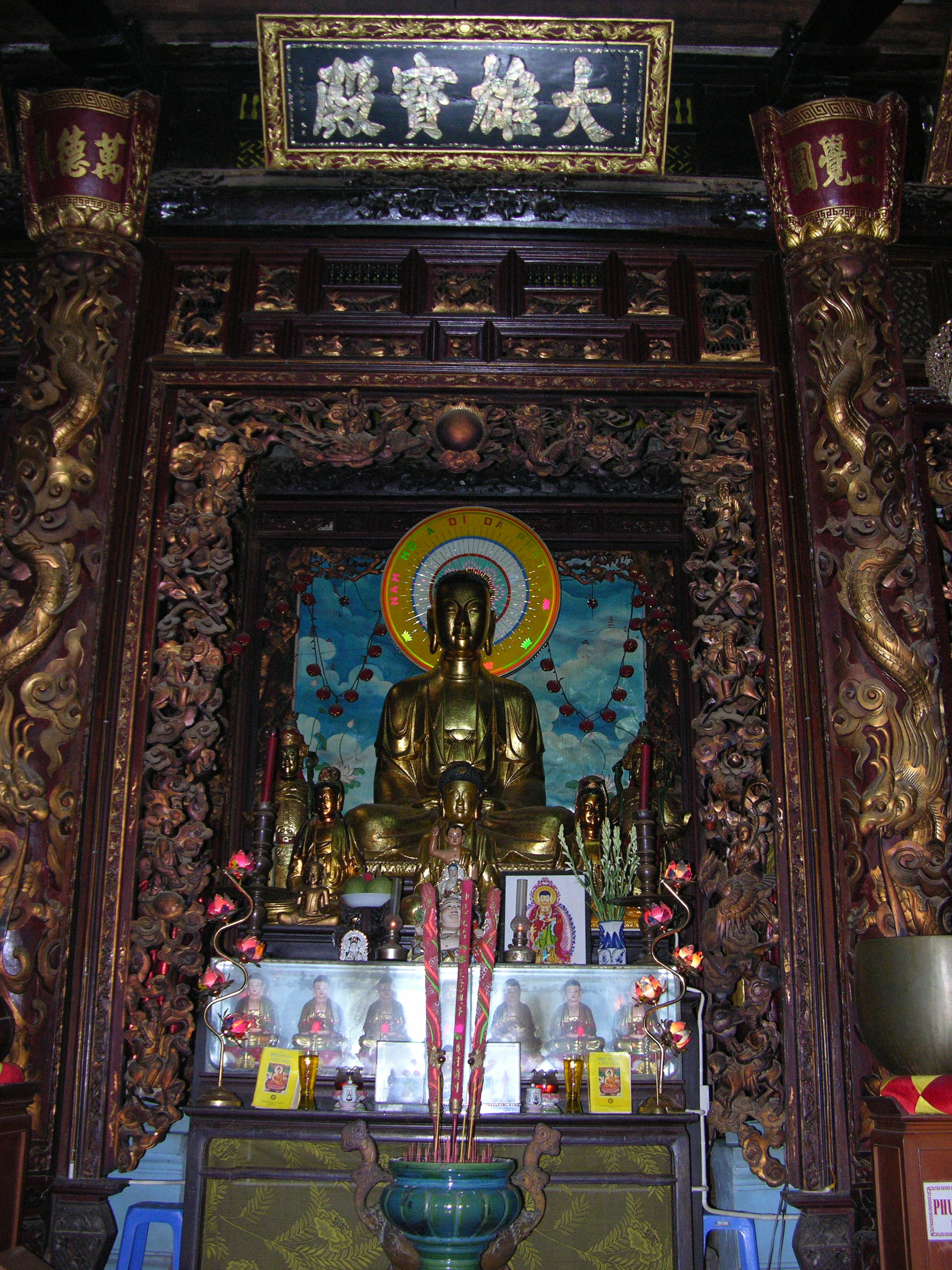
大殿内部
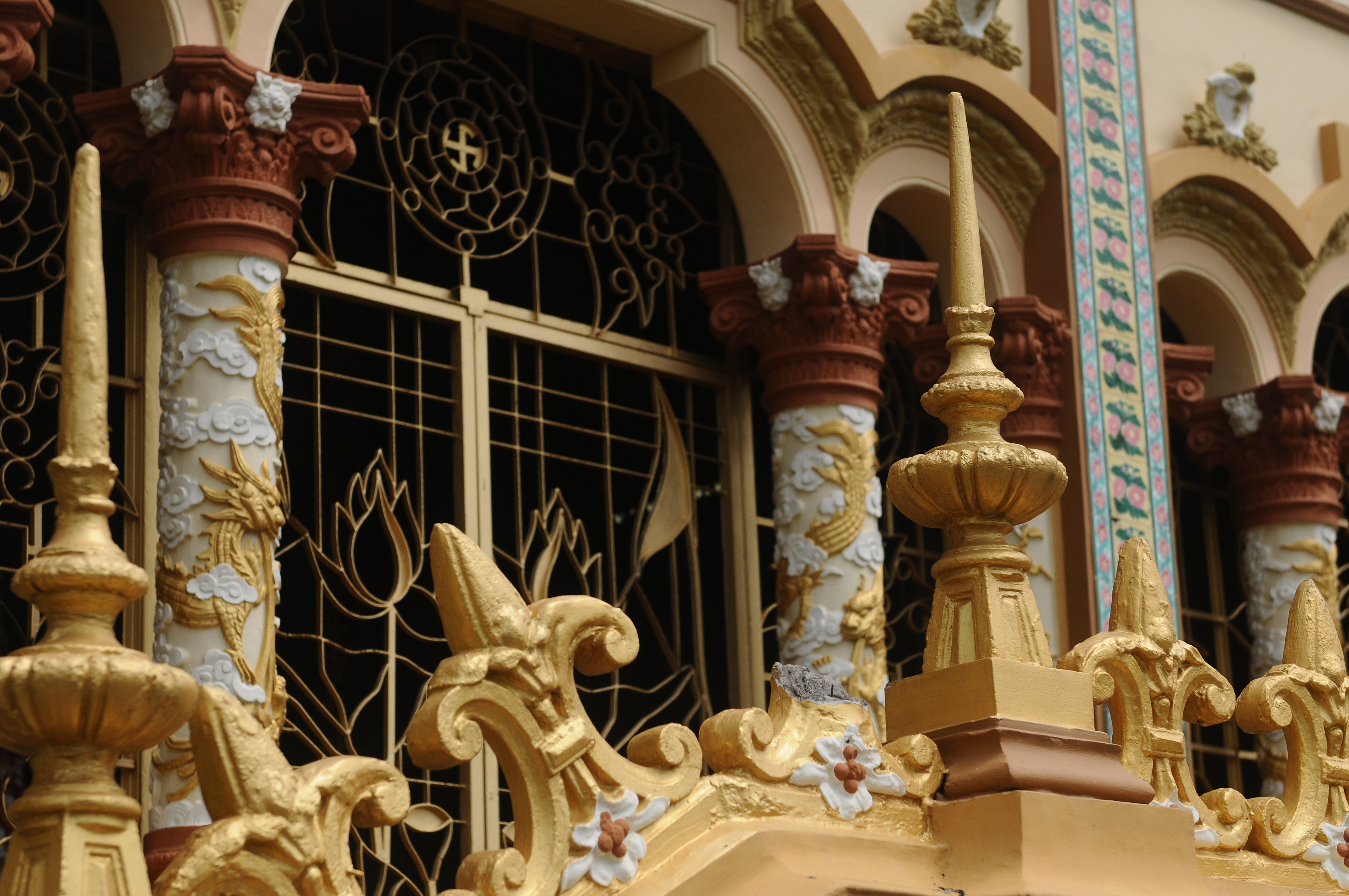
大殿细节